# Ligue 2 2014/15
Het seizoen 2014/15 van de Franse Ligue 2 was het 76ste seizoen van de tweede professionele Franse voetbalcompetitie die van start ging op 1 augustus 2014 en eindigde op 22 mei 2015. Titelverdediger was FC Metz.
Aan de competitie namen twintig clubs deel. FC Sochaux-Montbéliard, Valenciennes FC en AC Ajaccio waren voor de start van het seizoen gedegradeerd uit de Ligue 1. US Orléans en Gazélec FCO Ajaccio waren dan weer gepromoveerd uit de Championnat National.

## Teams
| Club                   | Plaats           | Stadion                     | Cap    | In Ligue 2 sinds | Vorig seizoen | Trainer            | Vorige trainer seizoen 2014/15           |
| ---------------------- | ---------------- | --------------------------- | ------ | ---------------- | ------------- | ------------------ | ---------------------------------------- |
| FC Sochaux-Montbéliard | Montbéliard      | Stade Auguste Bonal         | 20.005 | 2014             | 18e (Ligue 1) | Olivier Echouafni  |                                          |
| Valenciennes FC        | Valenciennes     | Stade du Hainaut            | 25.172 | 2014             | 19e (Ligue 1) | David Le Frapper   | Bernard Casoni                           |
| AC Ajaccio             | Ajaccio          | Stade François Coty         | 10.660 | 2014             | 20e (Ligue 1) | Olivier Pantaloni  | Christian Bracconi                       |
| AS Nancy               | Nancy            | Stade Marcel Picot          | 20.087 | 2013             | 4e            | Pablo Correa       |                                          |
| Chamois Niortais FC    | Niort            | Stade René Gaillard         | 10.406 | 2012             | 5e            | Régis Brouard      |                                          |
| Dijon FCO              | Dijon            | Stade Gaston Gérard         | 16.098 | 2012             | 6e            | Olivier Dall'Oglio |                                          |
| Stade Brestois         | Brest            | Stade Francis-Le Blé        | 15.305 | 2013             | 7e            | Alex Dupont        |                                          |
| Tours FC               | Tours            | Stade de la Vallée du Cher  | 15.827 | 2008             | 8e            | Gilbert Zoonekynd  | Olivier Pantaloni                        |
| Angers SCO             | Angers           | Stade Jean Bouin            | 17.200 | 2007             | 9e            | Stéphane Moulin    |                                          |
| Troyes AC              | Troyes           | Stade de l'Aube             | 20.400 | 2013             | 10e           | Jean-Marc Furlan   |                                          |
| US Créteil-Lusitanos   | Créteil          | Stade Dominique Duvauchelle | 12.150 | 2013             | 11e           | Thierry Froger     | Philippe Hinschberger                    |
| Le Havre AC            | Le Havre         | Stade Océane                | 25.278 | 2009             | 12e           | Thierry Goudet     | Erick Mombaerts                          |
| Arles-Avignon          | Arles            | Parc des Sports             | 17.518 | 2011             | 13e           | Victor Zvunka      | Stéphane Crucet Bruno Irles Franck Dumas |
| Clermont Foot          | Clermont-Ferrand | Stade Gabriel Montpied      | 11.980 | 2007             | 14e           | Corinne Diacre     |                                          |
| Nîmes Olympique        | Nîmes            | Stade des Costières         | 18.482 | 2012             | 15e           | José Pasqualetti   |                                          |
| AJ Auxerre             | Auxerre          | Stade l'Abbé-Deschamps      | 21.379 | 2012             | 16e           | Jean-Luc Vannuchi  |                                          |
| Stade Lavallois        | Laval            | Stade Francis Le Basser     | 18.467 | 2009             | 17e           | Denis Zanko        |                                          |
| LB Châteauroux         | Châteauroux      | Stade Gaston Petit          | 17.072 | 1998             | 18e           | Cédric Daury       | Pascal Gastien                           |
| US Orléans             | Orléans          | Stade de la Source          | 8.000  | 2014             | 1e (National) | Olivier Frapolli   |                                          |
| Gazélec FCO Ajaccio    | Ajaccio          | Stade Ange Casanova         | 6.000  | 2014             | 3e (National) | Thierry Laurey     |                                          |

## Eindstand
| №  | Club                   | WG | W  | G  | V  | DV | DT | +/– | Punten |
| -- | ---------------------- | -- | -- | -- | -- | -- | -- | --- | ------ |
| 1  | Troyes AC              | 38 | 24 | 6  | 8  | 61 | 24 | +37 | 78     |
| 2  | Gazélec FCO Ajaccio    | 38 | 18 | 11 | 9  | 49 | 37 | +12 | 65     |
| 3  | Angers SCO             | 38 | 18 | 10 | 10 | 47 | 30 | +17 | 64     |
| 4  | Dijon FCO              | 38 | 17 | 10 | 11 | 44 | 34 | +10 | 61     |
| 5  | AS Nancy               | 38 | 15 | 13 | 10 | 53 | 39 | +14 | 58     |
| 6  | Stade Brestois         | 38 | 14 | 15 | 9  | 41 | 27 | +14 | 57     |
| 7  | Le Havre AC            | 38 | 14 | 13 | 11 | 47 | 37 | +10 | 55     |
| 8  | Stade Lavallois        | 38 | 11 | 21 | 6  | 41 | 34 | +7  | 54     |
| 9  | AJ Auxerre             | 38 | 12 | 16 | 10 | 48 | 42 | +6  | 52     |
| 10 | FC Sochaux-Montbéliard | 38 | 13 | 13 | 12 | 39 | 37 | +2  | 52     |
| 11 | Chamois Niortais FC    | 38 | 11 | 17 | 10 | 41 | 42 | -1  | 50     |
| 12 | Clermont Foot          | 38 | 12 | 13 | 13 | 43 | 47 | -4  | 49     |
| 13 | Nîmes Olympique        | 38 | 12 | 10 | 16 | 44 | 57 | -13 | 46     |
| 14 | US Créteil-Lusitanos   | 38 | 10 | 15 | 13 | 44 | 52 | -8  | 45     |
| 15 | Tours FC               | 38 | 12 | 8  | 18 | 49 | 54 | -5  | 44     |
| 16 | Valenciennes FC        | 38 | 10 | 12 | 16 | 34 | 51 | -17 | 42     |
| 17 | AC Ajaccio             | 38 | 9  | 14 | 15 | 32 | 42 | -10 | 41     |
| 18 | US Orléans             | 38 | 9  | 13 | 16 | 36 | 47 | -11 | 40     |
| 19 | LB Châteauroux         | 38 | 7  | 11 | 20 | 31 | 63 | -32 | 32     |
| 20 | Arles-Avignon          | 38 | 7  | 9  | 22 | 31 | 59 | -28 | 30     |

|  | → Promotie naar Ligue 1 (seizoen 2014/15)                                                           |
|  | → Degradatie (US Orléans en LB Châteauroux naar de Championnat National, Arles-Avignon naar de CFA) |

## Statistieken

### Topscorers
- In onderstaand overzicht zijn alleen de spelers opgenomen met twaalf of meer treffers achter hun naam.

| № | Naam              | Club                    | Goals | Pen. | Duels | Gem. |
| - | ----------------- | ----------------------- | ----- | ---- | ----- | ---- |
| 1 | Mickaël Le Bihan  | Le Havre AC             | 18    | 2    | 36    | 0,5  |
| 2 | Seydou Koné       | Chamois Niortais FC     | 15    | 2    | 35    | 0,43 |
| 2 | Jonathan Kodjia   | Angers SCO              | 15    | 3    | 28    | 0,54 |
| 4 | Youssouf Hadji    | AS Nancy                | 14    | 0    | 31    | 0,45 |
| 4 | Karl Toko-Ekambi  | FC Sochaux-Montbéliar   | 14    | 2    | 38    | 0,37 |
| 6 | Youssef Adnane    | Tours FC/Stade Brestois | 13    | 1    | 34    | 0,38 |
| 6 | Anthony Le Tallec | Valenciennes FC         | 13    | 4    | 34    | 0,38 |
| 8 | Nicolas Fauvergue | AC Ajaccio              | 12    | 1    | 34    | 0,35 |
| 8 | Mana Dembélé      | AS Nancy                | 12    | 3    | 31    | 0,39 |

### Assists
- In onderstaand overzicht zijn alleen de spelers opgenomen met vijf of meer assists achter hun naam.

| № | Naam             | Club                | Assists | Duels | Gem. |
| - | ---------------- | ------------------- | ------- | ----- | ---- |
| 1 | Johan Cavalli    | AC Ajaccio          | 11      | 32    | 0,34 |
| 1 | Florian Martin   | Chamois Niortais FC | 11      | 38    | 0,29 |
| 3 | Maurice Dalé     | AS Nancy            | 10      | 37    | 0,27 |
| 4 | Benjamin Nivet   | Troyes AC           | 8       | 35    | 0,23 |
| 5 | Julio Tavarès    | Dijon FCO           | 7       | 33    | 0,21 |
| 6 | Alexandre Bonnet | Le Havre AC         | 6       | 33    | 0,18 |
| 6 | Rémy Dugimont    | Clermont Foot       | 6       | 27    | 0,22 |
| 6 | Loïc Puyo        | US Orléans          | 6       | 17    | 0,35 |